# Guizhou
Guizhou (kin: 贵州, 贵州, Guìzhōu; transliteracija: Guejđou) je brdsko-planinska pokrajina na jugu NR Kine. Ima površinu od 176.100 km² i 34.746.468 stanovnika (prema popisu iz 2010.). Glavni grad je Guiyang.

## Zemljopis
Pokrajina Guizhou na sjeveru graniči s kineskom pokrajinom Sečuan i općinom pod izravnom upravom Chongqing, na istoku s pokrajinom Hunan, na jugu s Autonomnom regijom Guangxi i na zapadu s pokrajinom Yunnan.
To je brdoviti kraj koji se proteže 560 km od istoka prema zapadu i oko 515 km od sjevera prema jugu, površine od 174.000 km²
Po Köppenovoj klasifikaciji klime u Guizhou klimaje vlažna suptropska, s vrućim vlažnim ljetima i relativno toplim zimama.

## Povijest
Guizhou je prije 2000 godina došao pod kinesku vlast, a pokrajina je osnovana 1413. god. Doseljavanje Han Kineza je počelo tijekom dinastija Sui i Tang, između kasnog 6. i početkom 10. stoljeća; u početku samo u zapadnom dijelu današnje pokrajine. Doseljavanje Han Kineza se pojačalo krajem 14., a tijekom dinastija Ming i Qing oni postaju većina u cijeloj pokrajini. Tako se u Tunpu (屯堡 人) doselila skupina Han Kineza prije 600 godina, a njihovi potomci su sačuvali mnoge značajke ming kulture do današnjih dana.
Nakon pada carstva, a time i početkom kolapsa središnje vlasti u prvoj polovici 20. stoljeća, dominirali su pokrajinski ratni gospodari. Do 1920. dominirao je Liu Xianshi (刘显世), a oko 1926. došao je pod kontrolu susjedne pokrajine Yunnan i vladajućeg generala Tang Jiyaoa (唐继尧). Godine 1935., u Zunyi je održana slavna konferencija komunističke partije. Tek tada je nacionalna vlada Kuomintanga preuzela pokrajinu. Tijekom Drugog svjetskog rata ovdje su od Japanaca pobjegli brojni trgovci, službenici i intelektualci, koji su odigrali značajnu ulogu u razvoju nakon rata. Dana 15. studenog 1949., grad Guiyang je osvojila Narodno-oslobodilačka armija Kine koja je 26. prosinca osnovala Narodnu Vladu pokrajine Guizhou.

## Znamenitosti
Crvene stijene (kineski: 赤水市; pinyin: Chìshǔi) su zaštićeno područje Danxia reljefa koji je UNESCO-ova svjetska baština od 2010. god.
U jugoistočnom Guizhou se nalaze brojni natkriveni mostovi naroda Dong, tzv. „Mostovi vjetrova i kiše”, dok na jugu i jugozapadu obitavaju manjine Mjao i Bouyei. Veliki broj manjina je i razlog brojnim narodnim festivalima kao što je Kaili u istočnom Guiyangu tijekom prvog lunarnog mjeseca (obično veljača) tijekom kojega se odigravaju borbe bikova, utrke konja, sviranje narodnih glazbala i komične predstave.

## Uprava
Guizhou je podijeljen na 9 prefektura, 88 okruga i 1.543 općine:
| Zemljovid                | #                                   | Naziv                  | Upravno sjedište                                          | Kinesko pismo Pinyin | Stanovništvo (popis iz 2010.) |
| ------------------------ | ----------------------------------- | ---------------------- | --------------------------------------------------------- | -------------------- | ----------------------------- |
|                          |                                     |                        |                                                           |                      |                               |
| — Gradske prefekture —   |                                     |                        |                                                           |                      |                               |
| 6.                       | Guiyang                             | Yunyan (distrikt)      | 贵阳市 Guìyáng Shì                                        | 4.324.561            |                               |
| 1.                       | Bijie                               | Qixingguan (distrikt)  | 毕节市 Bìjíe Shì                                          | 6.536.370            |                               |
| 2.                       | Zunyi                               | Honghuagang (distrikt) | 遵义市 Zūnyì Shì                                          | 6.127.009            |                               |
| 3                        | Tongren                             | Bijiang (distrikt)     | 铜仁市 Tóngrén Shì                                        | 3.092.365            |                               |
| 4.                       | Liupanshui                          | Zhongshan (distrikt)   | 六盘水市 Liùpánshuǐ Shì                                   | 2.851.180            |                               |
| 5.                       | Anshun                              | Xixiu (distrikt)       | 安顺市 Ānshùn Shì                                         | 2.297.339            |                               |
| — Autonomne prefekture — |                                     |                        |                                                           |                      |                               |
| 7                        | Qianxi'nan (za narode Buyei i Mjao) | Xingyi                 | 黔西南布依族苗族自治州 Qiánxī'nán Bùyīzú Miáozú Zìzhìzhōu | 2.805.857            |                               |
| 8.                       | Qiannan (za narode Buyei i Mjao)    | Duyun                  | 黔南布依族苗族自治州 Qiánnán Bùyīzú Miáozú Zìzhìzhōu      | 3.231.161            |                               |
| 9.                       | Qiandongnan (za narode Dong i Mjao) | Kaili                  | 黔东南苗族侗族自治州 Qiándōngnán Miáozú Dòngzú Zìzhìzhōu  | 3.480.626            |                               |

## Stanovništvo
Etnička struktura stanovništva je vrlo raznovrsna. Narodi koje ovdje žive su: Han Kinezi (62%), Mjao (12%), Buyei (8%), Dong (5%), Tujia (4%) itd. Guizhao je također i pokrajina s najvećim prirastom stanovništva u Kini: 2,19 djece po obitelji (gradsko područje 1,3; seoska područja 2,42)

## Gospodarstvo
BDP pokrajine Guizhou je u 2011. god. iznosio 90,5 milijardi američkih dolara (samo 48 milijardi dolara 2008.). Ova pokrajina je među najsiromašnijim u Kini po BDP-u po glavi stanovnika (1.502 američkih dolara). Od gospodarskih grana najznačajnije je rudarstvo, izričito eksploatacija ugljena, te šumarstvo i obrada drveta.

## Vanjske poveznice
- Službene stranice pokrajine Guizhou  Arhivirana inačica izvorne stranice od 3. veljače 2013. (Wayback Machine) (kin.)
- Guizhou na portalu Encyclopædia Britannica (engl.)